# Johann Bogislaw (Schleswig-Holstein-Norburg)
Johann Bogislaw (* 30. September 1629; † 17. Dezember 1679) war von 1658 bis 1669 Herzog von Schleswig-Holstein-Sonderburg-Norburg.

## Leben
Johann (oder Hans) Bogislaw war der einzige Sohn von Friedrich von Norburg aus dessen erster Ehe mit Juliane von Sachsen-Lauenburg (* 26. Dezember 1589; † 1. Dezember 1630). 1659 erbte er das hochverschuldete Herzogtum. Seine jüngeren Halbgeschwister wurden von der Administration ausgeschlossen, sollten aber nach dem Erbvertrag vom  19. Januar 1659 jährliche Deputatzahlungen erhalten. Seine Stiefmutter Eleonore von Anhalt-Zerbst erhielt das Gut Østerholm als Witwensitz.
Als abgeteilter Herr besaß er keinerlei politische Macht, sondern war vollkommen vom dänischen König Friedrich III. abhängig. So wurde auch sein Herzogtum ohne sein Verschulden in den Zweiten Nordischen Krieg hineingezogen. 1657 wurde das Land von schwedischen Truppen besetzt und ausgeplündert. 1660 wurden dänische Truppen in Norburg einquartiert. Zusätzlich forderte der dänische König von den herzoglichen Untertanen hohe Steuern zur Finanzierung seiner Kriege. Da sie diese Steuern nicht zahlen konnten, wurde der Herzog persönlich dafür verantwortlich gemacht und musste zur Begleichung der Forderungen Kredite aufnehmen.
1665 brannte sein Schloss Norburg, ein von seinem Großvater Johann dem Jüngeren errichtetes dreiflügliges Fachwerkgebäude, mit dem gesamten Inventar ab. Johann Bogislaw konnte nun überhaupt keine Schulden mehr bedienen. 1667 wurde das Konkursverfahren eröffnet, das 1669 damit endete, dass das Herzogtum von der Krone eingezogen wurde.

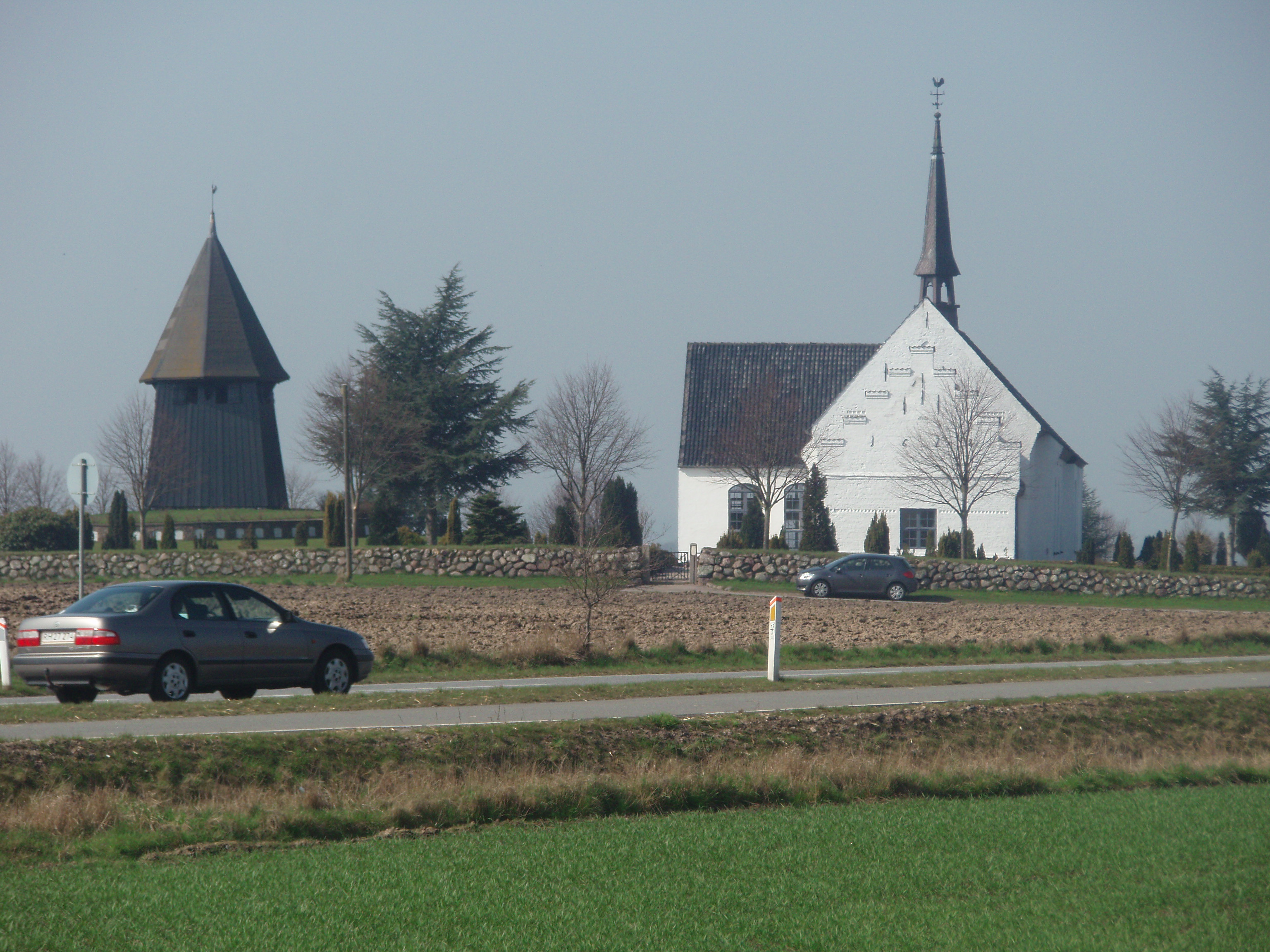
Egen Kirke

Johann Bogislaw blieb auf Norburg und lebte von der kleinen Pension, die der König ihm zahlte. Er starb unverheiratet 1679 ohne Nachkommen und wurde in der Kirche von Eken (dänisch: Egen) auf Alsen beigesetzt. Sein Halbbruder Christian August starb 1687 ebenfalls unverheiratet als englischer Seeoffizier. Mit Ernst Leopold, dem Sohn seines anderen Halbbruders Rudolf Friedrich, starb die ältere Norburger Linie 1722 aus. Dessen Schwester war Elisabeth Sophie Marie von Schleswig-Holstein-Norburg, durch Heirat erst Herzogin von Schleswig-Holstein-Sonderburg-Plön, dann Herzogin von Braunschweig-Wolfenbüttel.
Das Herzogtum vergab der König nach Johann Bogislaws Tod an August (1635–1699), den Sohn des Plöner Herzogs Joachim Ernst.